# Bandera de Fort Sumter

La Bandera de Fort Sumter, actualment preservada pel Servei de Parcs Nacionals.

La Bandera de Fort Sumter és una bandera dels Estats Units d'Amèrica de 33 estrelles. Fou la bandera que onejava sobre el fortí militar de Sumter durant la batalla de Fort Sumter, la batalla que marcà l'inici de la Guerra Civil Nord-Americana.

## Història
La bandera fou la que onejava sobre Fort Sumter quan aquest va ésser atacat per les tropes sudistes, l'any 1861. La bandera fou baixada per l'oficial unionista Robert Anderson el 14 d'abril del 1861, quan aquest rendí Fort Sumter als sudistes després de llargs dies d'intens bombardeig.
Anderson portà la bandera de Fort Sumter a la ciutat de Nova York, on fou lligada a l'estàtua eqüestre de George Washington. Més de 100,000 persones acudiren a l'homenatge. La Bandera de Fort Sumter es considerà un símbol de la Unió en la lluita contra la Confederació, i se li va atribuir un gran valor patriòtic. La Unió utilitzà la bandera per aconseguir pressupost per a la guerra: era portada per totes les ciutats del Nord, on era subhastada, però el comprador final de la bandera tenia l'obligació moral i patriòtica de tornar-la a l'estat, perquè pogués resumir la seva utilitat com a recaptador de fons.
El 14 d'abril de 1865, Robert Anderson, l'oficial militar que havia defensat Fort Sumter dels sudistes quatre anys abans, hissà de nou victoriosament la bandera sobre les runes del fortí.
La Bandera de Fort Sumter està preservada i exhibida pel Servei de Parcs Nacionals, i hi abunden còpies i rèpliques en el món dels col·leccionistes.